# Thymus michaelis
Thymus michaelis là một loài thực vật có hoa trong họ Hoa môi. Loài này được Kamelin & A.L.Budantsev miêu tả khoa học đầu tiên năm 1990.